# Kostel svatého Antonína Paduánského (Heřmanice v Podještědí)
Kostel svatého Antonína Paduánského v Heřmanicích v Podještědí je římskokatolická sakrální stavba z roku 1896. Jedná se o filiální kostel římskokatolické farnosti Jablonné v Podještědí, který se nachází ve středu obce Heřmanice v Podještědí, jihozápadně od hlavní komunikace. Je chráněn jako kulturní památka České republiky.

## Historie

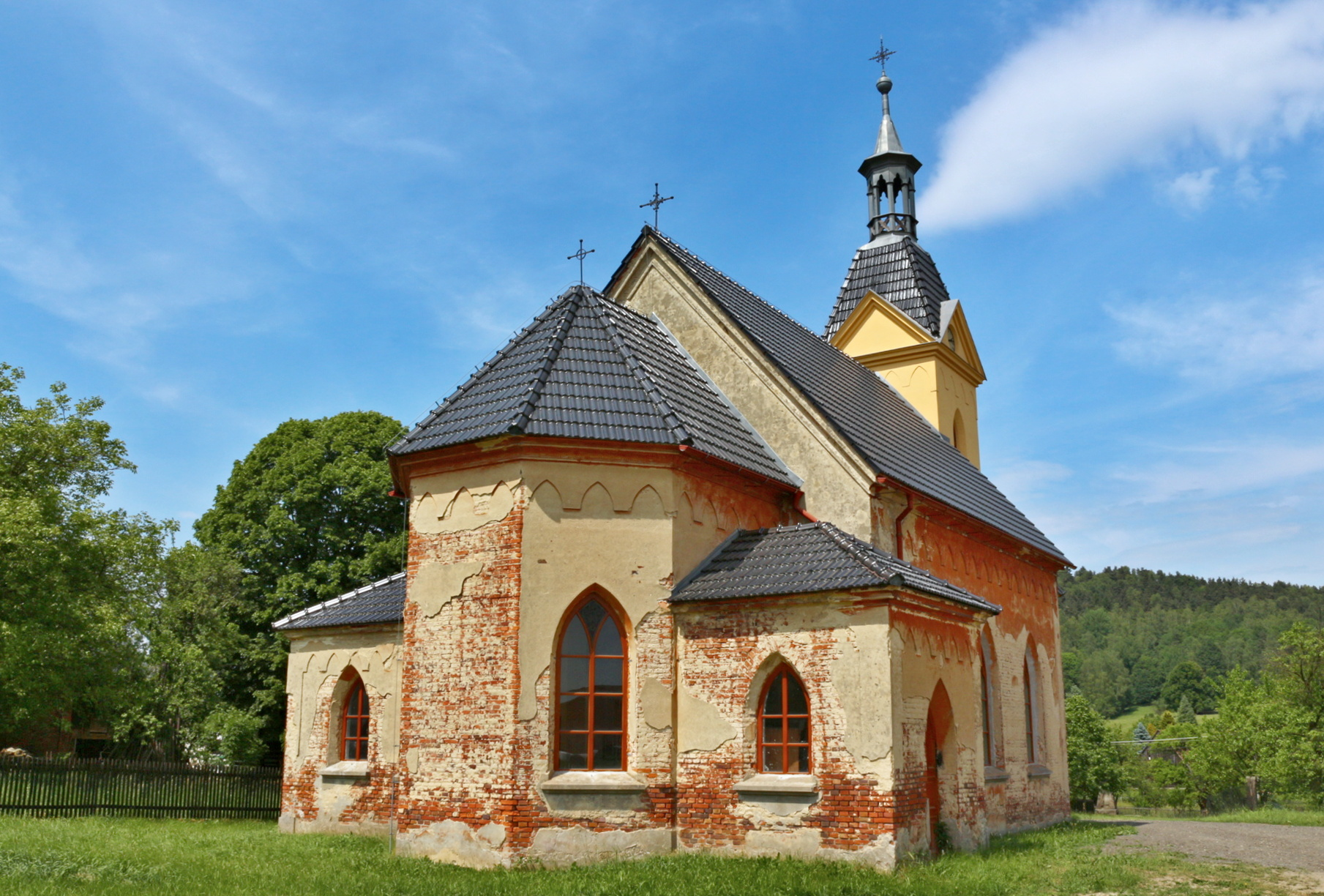
Pohled na závěr kostela

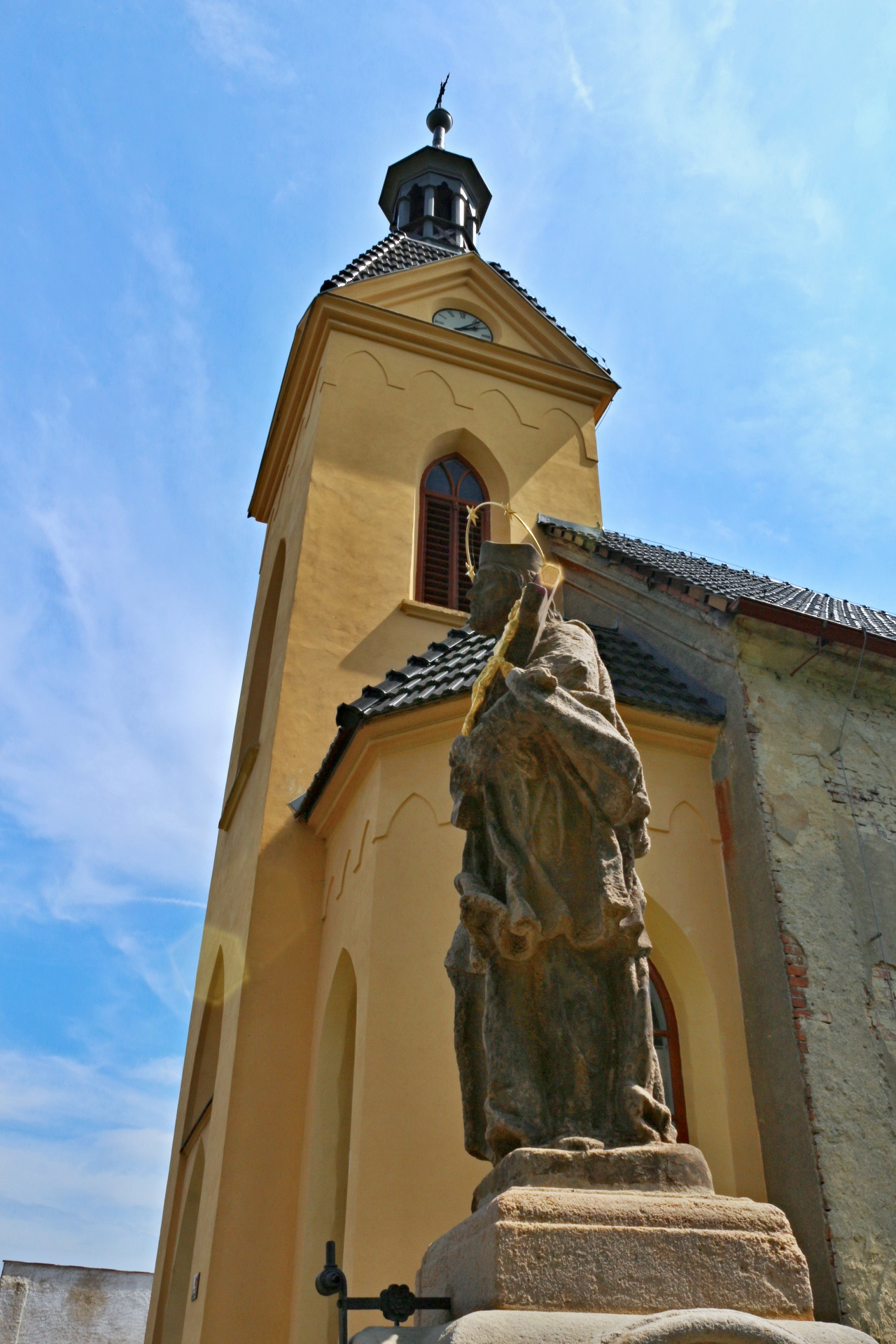
Barokní socha sv. Jana Nepomuckého před vstupem do kostela a nově opravená věž

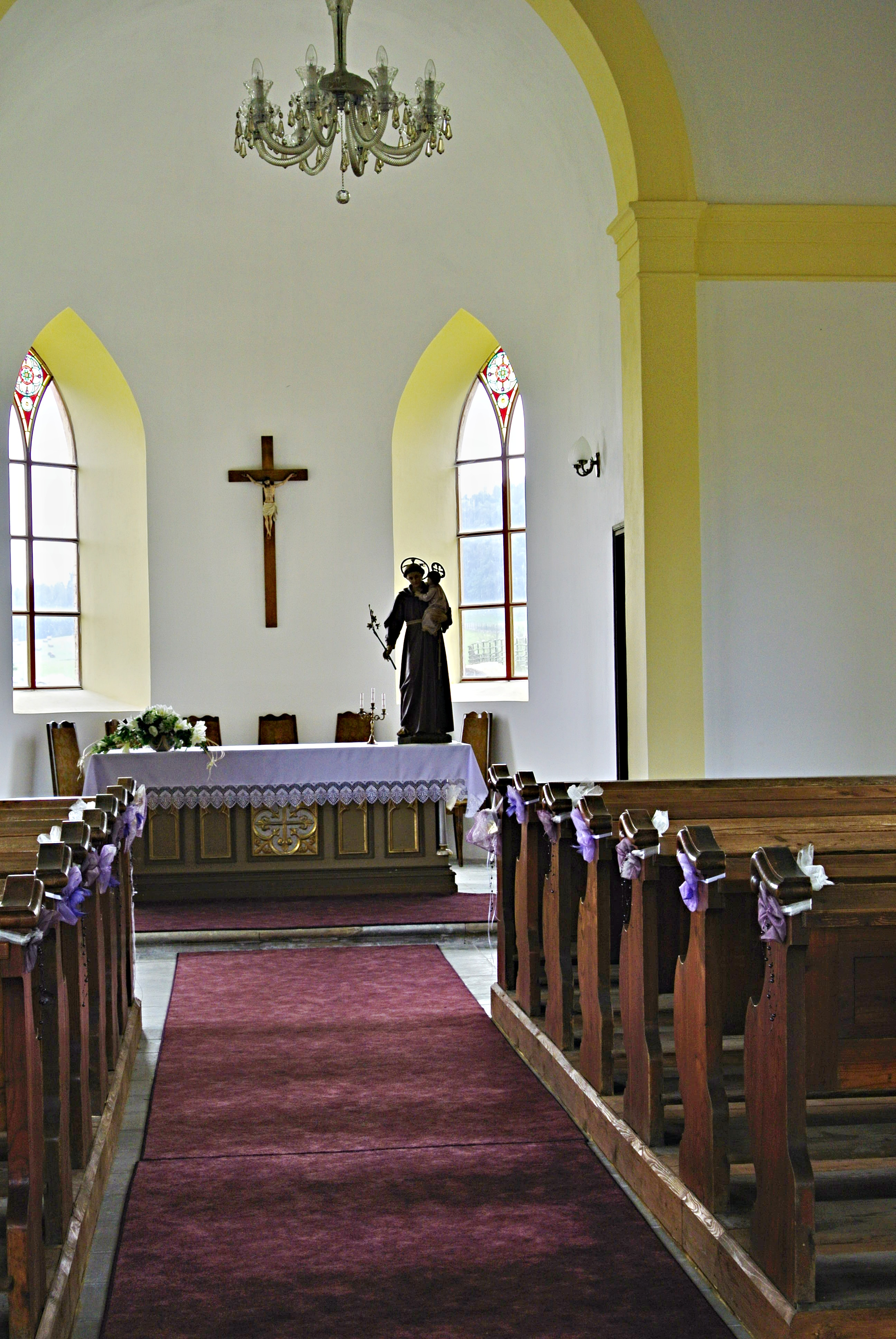
Interiér kostela

Heřmanický kostel svatého Antonína byl vystavěn pseudogotickém slohu místním převážně německým obyvatelstvem v roce 1896. V současné době prochází postupnou rekonstrukcí, byla opravena střecha a omítnuta věž kostela, další stavební práce probíhají také v interiéru kostela (stav v červnu 2017).
Duchovní správci kostela jsou uvedeni na stránce: Římskokatolická farnost – děkanství Jablonné v Podještědí.

## Architektura
Kostel je obdélný, neorientovaný. Stavba je zakončena pětibokým kněžištěm. Střecha kostela je sedlová, krytá tmavě glazovanými taškami. Boční průčelí je rozčleněno třemi gotizujícími okny s lomenými oblouky. Okna mají obloučkový vlys v maltě. Stejná okna jsou i v presbytáři, k němuž po stranách přiléhají přístavby sakristie a předsíně, které mají valbové střechy. V jihozápadním průčelí se vstupem do kostela je předsazená hranolová věž, která je zakončena jehlancovou střechou s lucernou a makovicí.
Členění fasády a jednotlivé umělecko-řemeslné prvky ladí s novogotickým slohem stavby. I když omítka je velmi poškozená (až na zdivo), je zřejmé, že původní nátěr kostela byl červený. Zbytky zařízení kostela jsou novogotické, prostého stylu.
Před vstupem do kostela se nachází barokní socha sv. Jana Nepomuckého na novém piedestálu.